# Dreamer – Ein Traum wird wahr
Dreamer – Ein Traum wird wahr ist ein US-amerikanischer Spielfilm aus dem Jahr 2005.

## Handlung
Der Film handelt von einer schönen Rennpferdstute namens Soñador (spanisch für „Träumer“) genannt Sonya. Sie hat einen hervorragenden Stammbaum und wird als Favorit für die kommenden Rennen gehandelt. Vor einem Rennen möchte der Trainer Ben Crane die Stute nicht starten lassen, da er kein gutes Gefühl hat, doch der Besitzer Palmer zwingt ihn, die Stute an den Start zu geben. Bei diesem Rennen stürzt das Pferd und bricht sich ein Bein. Daraufhin entscheidet sich der Besitzer Palmer, die Stute töten zu lassen, doch Crane lässt dies nicht zu. Crane wird entlassen und bekommt die verletzte Sonya als Abfindung, die dann von seiner Tochter Cale und seinem Vater gepflegt wird. Zunächst möchte er die Stute von einem Zuchthengst decken lassen, um das Fohlen zu verkaufen und sich somit einen kleinen Gewinn zu sichern. Doch es stellt sich heraus, dass die Stute unfruchtbar ist.
Ben Crane macht seine Tochter dafür verantwortlich, dass er das verletzte Tier überhaupt retten wollte. Cale läuft daraufhin zusammen mit dem Pferd weg. Bei dieser Gelegenheit stellt sich heraus, dass Sonya völlig genesen ist und auch wieder Rennen laufen könnte. Ben findet wieder den Glauben an das Pferd zurück und sie lassen Sonya beim großen Breeders’ Cup starten. Die Teilnahme wird durch die finanzielle Hilfe von Prinz Sadir ermöglicht. Das Pferd belegt den ersten Platz und gewinnt damit das Rennen.

## Hintergrund
Das Drehbuch basiert auf der Geschichte des 1991 geborenen Rennpferdes Mariah's Storm. Donald T. Johnson, Crescent Farm in Lexington, Kentucky, war der Züchter. Vater der Stute war Rahy, der 2001 zum „besten europäischem Galopper des Jahres“ gewählt wurde.
Nach einem erfolgreichen Karrierestart mit einigen Siegen wie z. B. die Arlington Oaks brach sich die Stute gleich am Anfang der zweiten Saison ein Bein, und damit schien das Ende ihrer Karriere besiegelt. Doch zur Überraschung der Turfwelt erholte sich die Stute völlig und gewann nach einigen leichten Starts noch in derselben Saison die Turfway Breeders' Cup Stakes (kurz Breeders’ Cup) von 1995. Ihr zu Ehren wird jährlich das Mariah's Storm Stakes in Arlington Park durchgeführt.

## Kritiken
James Berardinelli lobte auf ReelViews die „natürliche“ Darstellung von Dakota Fanning sowie die Darstellungen von Elisabeth Shue und Kurt Russell. Er kritisierte den Film als zu wenig originell.

## Auszeichnungen
Dakota Fanning erhielt 2006 den Young Artist Award in der Kategorie beste Hauptdarstellerin in einer Komödie oder einem Drama, der Film erhielt zudem eine Nominierung als bester Familienfilm.